# Enigma Records
Enigma Records fue una compañía discográfica estadounidense con sede en Culver City, especializada principalmente en rock. Fue fundada en 1980 como una división de Greenworld Distribution, un distribuidor e importador independiente de música. En 1985 se independizó de dicha distribuidora y se denominó primeramente Enigma Entertainment Corporation.
El sello se enfocó principalmente en los estilos punk rock, hard rock, heavy metal y rock alternativo, pero además realizaron lanzamientos de techno, jazz y música clásica, a través de sus sellos subsidiarios.

## Historia
Fue fundado por los hermanos William y Wesley Hein en 1980, y se ubicaron en un principio en Torrance, California, luego se trasladaron a El Segundo y terminaron ubicados finalmente en Culver City.
En sus inicios y por cinco años fue distribuido por Greenworld Distribution, pero con la llegada de Jim Martone, compañero y socio de los hermanos Hein en 1984, la compañía dejó de ser una división de Greenworld para convertirse en una empresa privada y por ende terminó la relación de distribución con esta. Durante 1985 los sellos independientes JEM Records e Important Records, estuvieron a cargo de la distribución e importación de los discos de la empresa.
En 1986 firmaron con los sellos Capitol/EMI, por cuatro años para la distribución de los discos. Con el fin del contrato en 1989, Enigma fue vendido a las mencionadas empresas con todos los catálogos y artistas involucrados. La división canadiense de Enigma, cerró en 1992 y fue reorganizado por FRE Records. Por último, los últimos catálogos fueron vendidos a DROG Records, entre los años 1996 y 1999.
Durante los años de actividad, Enigma mantuvo además varias divisiones de sellos, el primero fue Enigma Retro dedicado a los relanzamientos de catálogos de otros sellos tales como Bizarre Records, Straight Records y DiscReet Records, y Restless Records, dedicado a fomentar a nuevas bandas principalmente de punk rock. Este último sello, fue vendido en 1991 a las empresas Capitol/EMI. Otros sellos fueron Restless Retro, Pink Dust Records, Ruff House Records y Synthicide Records.

## Artistas
A continuación, una lista de algunos artistas que fueron parte del sello estadounidense:
- 45 Grave
- Agent Orange
- Al Stewart
- Allan Holdsworth
- Barren Cross
- Berlin
- Bill Nelson
- Channel 3
- Chris Poland
- David Cassidy
- Dead Milkmen
- Death Angel
- Devo
- Don Dixon
- Game Theory
- GG Allin
- Great White
- Green on Red
- Guardian
- Hurricane
- Lȧȧz Rockit
- Lizzy Borden
- Mojo Nixon
- Mötley Crüe
- Plasticland
- Poison
- Red Flag
- Redd Kross
- Saxon
- Skid Row
- Slayer
- The Smithereens
- Sonic Youth
- Stryper
- TSOL
- The U-Knew
- Untouchables
- Wild Dogs
- Wire
- SSQ